# Bogosavac
Bogosavac (en serbe cyrillique : Богосавац) est une localité de Serbie située sur le territoire de la ville de Šabac, district de Mačva. Au recensement de 2011, elle comptait 1 112 habitants.
Bogosavac est officiellement classé parmi les villages de Serbie.

## Démographie

### Évolution historique de la population
| 1948  | 1953  | 1961  | 1971  | 1981  | 1991  | 2002  | 2011  |
| ----- | ----- | ----- | ----- | ----- | ----- | ----- | ----- |
| 1 065 | 1 187 | 1 181 | 1 146 | 1 191 | 1 219 | 1 159 | 1 112 |

|  |